# Lingula (Gattung)
Lingula (lat. für "kleine Zunge") ist eine Gattung der Armfüßer (Brachiopoda). Die Tiere leben in selbstgegrabenen Röhren im sandigen Schlamm an den Ufern tropischer und subtropischer Meere. Im Unterschied zu anderen Armfüßern tolerieren sie auch Brackwasser. Die Seiten der Wohnröhre werden mit einem klebrigen Sekret, das die Tiere aus ihrem Mantel absondern, verfestigt. In den Röhren können sie sich mit Hilfe ihres muskulösen, langen Stiels auf und ab bewegen. Wie alle Armfüßer ernährt sich Lingula als Filtrierer.
In Japan, Südostasien und in der Südsee wird der muskulöse Stiel der Tiere von Menschen gegessen.

## Merkmale
Lingula wird mit Stiel etwas über 20 Zentimeter lang und hat ein zweiklappiges, schlossloses Gehäuse. Die beiden Gehäusehälften werden lediglich durch Schließ- und Öffnungsmuskeln zusammengehalten und nicht durch Schlossgruben und -zähne gesichert. Somit sind die Klappen gegeneinander stark beweglich, verschiebbar und können zum Graben verwendet werden. Das Gehäuse besteht aus wechselnden Lagen von Kalziumphosphat und organischem Material.

## Ein lebendes Fossil

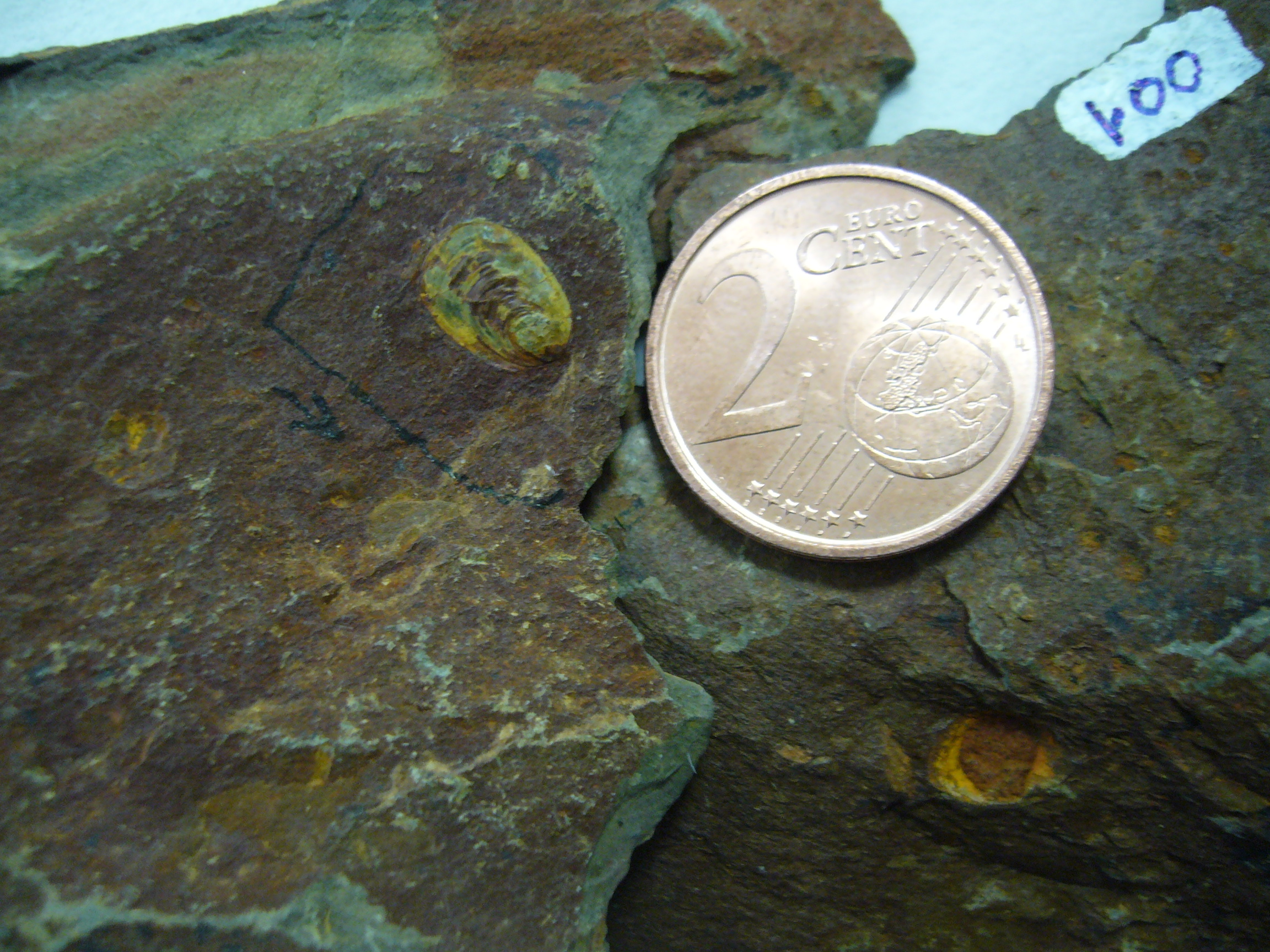
Lingulafossil aus dem Devon

Lingula lässt sich fossil schon im Silur vor 400 Millionen Jahren nachweisen und ist damit eine der erdgeschichtlich ältesten, heute noch lebenden Gattungen und gilt als lebendes Fossil. Es hat sowohl das große Massenaussterben an der Perm-Trias-Grenze als auch das bekanntere an der Kreide-Tertiär-Grenze überlebt. Die fossilen Reste lassen sich morphologisch nicht von den rezenten unterscheiden. Auch aus dem Ordovizium sind Schalen Lingula-ähnlicher Armfüßer bekannt. Hier ist allerdings die Schaleninnenseite und damit die Anzahl und die Lage der Muskelansatzstellen unbekannt, so dass sie Lingula nicht zugeordnet werden können.

## Rezente Arten
- Lingula adamsi Dall, 1873
- Lingula anatina Lamarck, 1801
- Lingula parva Smith, 1871
- Lingula reevei Davidson, 1880
- Lingula rostrum (Shaw, 1798)
- Lingula translucida Dall, 1920
- Lingula tumidula Reeve, 1841